# Sine ira et studio
Sine ira et studio (изговор: /сине ира ет студио/) латинска је фраза коју је изрекао Гај Корнелије Тацит, римски говорник, правник, сенатор и историчар. Њен дослован превод је „Без мржње и наклоности”. Тумачи се да треба непристрасно судити, без било каквог личног интереса.
Фраза се у српском језику јавља у облику: „Ни по бабу, ни по стричевима”.